# Gryllomorpha gracilipes
Gryllomorpha gracilipes är en insektsart som beskrevs av Lucien Chopard 1943. Gryllomorpha gracilipes ingår i släktet Gryllomorpha och familjen syrsor. Inga underarter finns listade i Catalogue of Life.